# Entandrophragma angolense
Entandrophragma angolense är en tvåhjärtbladig växtart som först beskrevs av Friedrich Welwitsch, och fick sitt nu gällande namn av C. Dc.. Entandrophragma angolense ingår i släktet Entandrophragma och familjen Meliaceae. Inga underarter finns listade i Catalogue of Life.